# 박재성 (1970년)
박재성(1970년 8월 23일  ~ )은 대한민국의 소방방재학자, 대학 교수이다.

## 경력
- 日本 동경대학교 소방과학기술연구소 초빙연구원
- 서울시립대학교 도시방재안전연구소 수석연구원
- 국토해양부 건축제도개선위원회 위원
- 소방방재청 국민제안심사위원
- 소방방재청 법안심사위원

## 학력
- 명지대학교 건축학과 졸업
- 명지대학교 대학원 건축방재 석사
- 서울시립대학교 대학원 건축방재 박사 (Ph.D.)

## 논문
- “도매시장 화재안전관리 측면에서의 특성 및 취약요소에 관한 연구” 한국화재소방학회 논문집, 2010년 10월 30일, Vol.24 No.5
- “직무관련 스트레스, 문제해결양식이 소방대원의 시리적 디스트레스에 미치는 영향” 한국화재소방학회 논문집, 2010년 12월 30일, Vol.24 No.6
- “계단에서 올라가는 군집보행의 속도에 관한 조사 및 특성에 관한 연구” 한국화재소방학회 논문집, 2011년 2월 30일, Vol.25 No.1